# Gran Premio de Suecia de Motociclismo de 1988
El Gran Premio de Suecia de Motociclismo de 1988 fue la decimotercera prueba de la temporada 1988 del Campeonato Mundial de Motociclismo. El Gran Premio se disputó el 14 de agosto de 1988 en el Circuito de Anderstorp.

## Resultados 500cc
El estadounidense Eddie Lawson venció la carrera por delante del australiano Wayne Gardner. De esta manera, Lawson se distancia en la clasificación al tener 23 puntos de ventaja sobre Gardner a falta de dos carrera para la finalización de la temporada. el tercer puesto fue para el francés Christian Sarron.
| Pos.     | Piloto              | Equipo                                   | Moto         | Tiempo    | Pts. |
| -------- | ------------------- | ---------------------------------------- | ------------ | --------- | ---- |
| 1        | Eddie Lawson        | Marlboro Yamaha Team Agostini            | Yamaha       | 47:59.280 | 20   |
| 2        | Wayne Gardner       | Rothmans Honda Team                      | Honda        | +18.040   | 17   |
| 3        | Christian Sarron    | Sonauto Gauloises Blondes Yamaha Mobil 1 | Yamaha       | +19.340   | 15   |
| 4        | Niall Mackenzie     | Team HRC                                 | Honda        | +23.450   | 13   |
| 5        | Wayne Rainey        | Team Lucky Strike Roberts                | Yamaha       | +30.080   | 11   |
| 6        | Kevin Magee         | Team Lucky Strike Roberts                | Yamaha       | +35.450   | 10   |
| 7        | Didier de Radiguès  | Marlboro Yamaha Team Agostini            | Yamaha       | +48.620   | 9    |
| 8        | Roger Burnett       | Racing Team Katayama                     | Honda        | +51.160   | 8    |
| 9        | Pierfrancesco Chili | HB Honda Gallina Team                    | Honda        | +53.330   | 7    |
| 10       | Randy Mamola        | Cagiva Corse                             | Cagiva       | +59.520   | 6    |
| 11       | Ron Haslam          | Team ROC Elf Honda                       | Elf Honda    | +1:00.010 | 5    |
| 12       | Kevin Schwantz      | Suzuki Pepsi Cola                        | Suzuki       | +1:02.740 | 4    |
| 13       | Rob McElnea         | Suzuki Pepsi Cola                        | Suzuki       | +1:11.590 | 3    |
| 14       | Tadahiko Taira      | Tech 21                                  | Yamaha       | +1:22.990 | 2    |
| 15       | Raymond Roche       | Cagiva Corse                             | Cagiva       | +1 Vuelta | 1    |
| 16       | Fabio Barchitta     | Racing Team Katayama                     | Honda        | +1 Vuelta |      |
| 17       | Norihiko Fujiwara   | Lucky Strike Yamaha                      | Yamaha       | +1 Vuelta |      |
| 18       | Peter Linden        | Team Honda Sweden                        | Honda        | +1 Vuelta |      |
| 19       | Marco Gentile       | Fior Marlboro                            | Fior         | +1 Vuelta |      |
| 20       | Bruno Kneubühler    | Romer Racing Suisse                      | Honda        | +1 Vuelta |      |
| 21       | Peter Sköld         | Team Honda Sweden                        | Honda        | +1 Vuelta |      |
| 22       | Wolfgang von Muralt |                                          | Suzuki       | +1 Vuelta |      |
| 23       | Simon Buckmaster    |                                          | Honda        | +1 Vuelta |      |
| 24       | Claus Wulff         |                                          | Honda        | +1 Vuelta |      |
| 25       | Åke Dahli           |                                          | Suzuki       | +1 Vuelta |      |
| 26       | Christopher Burki   |                                          | Honda        | +1 Vuelta |      |
| 27       | Lars Johansson      |                                          | Suzuki       | +1 Vuelta |      |
| Ret      | Nicholas Schmassman | FMS                                      | Honda        | Ret       |      |
| Ret      | Maarten Duyzers     | HDJ International                        | Honda        | Ret       |      |
| Ret      | Daniel Amatriain    | Ducados Lotus Guarz                      | Honda        | Ret       |      |
| Ret      | Alessandro Valesi   | Team Iberia                              | Honda        | Ret       |      |
| Ret      | Fabio Biliotti      | Team Amoranto                            | Honda        | Ret       |      |
| DNS      | Patrick Igoa        | Sonauto Gauloises Blondes Yamaha Mobil 1 | Yamaha       | DNS       |      |
| DNS      | Thomas Aronsson     |                                          | Nicco Bakker | DNS       |      |
| DNQ      | Andreas Leuthe      |                                          | Suzuki       | DNQ       |      |
| DNQ      | Ari Ramo            |                                          | Honda        | DNQ       |      |
| DNQ      | Gunnar Bruhn        |                                          | Honda        | DNQ       |      |
| Sources: |                     |                                          |              |           |      |

## Resultados 250cc
A diferencia de las otras categorías, la clasificación del cuarto de litro sigue siendo muy incierta. Con la victoria en este Gran Premio del español Sito Pons se aleja en 9 puntos con respecto a su compatriota Juan Garriga, que llegó detrás de él después de una pelea que dejó una gran contreoversia entre los dos.
| Pos. | Piloto               | Moto      | Tiempo   | Pts. |
| ---- | -------------------- | --------- | -------- | ---- |
| 1    | Sito Pons            | Honda     | 41.27.89 | 20   |
| 2    | Juan Garriga         | Yamaha    | 41.28.19 | 17   |
| 3    | Dominique Sarron     | Honda     | 41.28.56 | 15   |
| 4    | Reinhold Roth        | Honda     | 41.28.80 | 13   |
| 5    | Carlos Cardús        | Honda     | 41.45.73 | 11   |
| 6    | Ivan Palazzese       | Yamaha    | 41.56.39 | 10   |
| 7    | Jean-Philippe Ruggia | Yamaha    | 41.58.17 | 9    |
| 8    | August Auinger       | Aprilia   | 42.01.11 | 8    |
| 9    | Jean-François Baldé  | Defi      | 42.01.35 | 7    |
| 10   | Martin Wimmer        | Yamaha    | 42.05.57 | 6    |
| 11   | Helmut Bradl         | Honda     | 42.20.18 | 5    |
| 12   | Wilco Zeelenberg     | Yamaha    | 42.23.78 | 4    |
| 13   | Stefano Caracchi     | Honda     | 42.24.06 | 3    |
| 14   | Maurizio Vitali      | Gazzaniga | 42.24.43 | 2    |
| 15   | Jean-Michel Mattioli | Yamaha    | 42.24.87 | 1    |
| 16   | Urs Lüzi             | Honda     | 42.30.71 |      |
| 17   | Paolo Casoli         | Garelli   | 42.39.66 |      |
| 18   | Bruno Casanova       | Aprilia   | 42.41.88 |      |
| 19   | Alain Bronec         | Honda     | 43.06.39 |      |
| 20   | Bruno Bonhuil        | Honda     | 1 Vuelta |      |
| Ret  | Donnie McLeod        | Rotax     | Ret      |      |
| Ret  | Carlos Lavado        | Yamaha    | Ret      |      |
| Ret  | Loris Reggiani       | Aprilia   | Ret      |      |
| Ret  | Thierry Rapicault    | Fior      | Ret      |      |
| Ret  | Masahiro Shimizu     | Honda     | Ret      |      |
| Ret  | Jacques Cornu        | Honda     | Ret      |      |
| Ret  | Luca Cadalora        | Yamaha    | Ret      |      |
| Ret  | Jean-Francois Foray  | Yamaha    | Ret      |      |
| Ret  | Andreas Preining     | Aprilia   | Ret      |      |
| Ret  | Hans Lindner         | Honda     | Ret      |      |
| Ret  | Eilart Lundstedt     | Rotax     | Ret      |      |
| Ret  | Alberto Puig         | Honda     | Ret      |      |
| Ret  | Jochen Schmid        | Honda     | Ret      |      |
| Ret  | Urs Jücker           | Yamaha    | Ret      |      |
| DNS  | Garry Cowan          | Yamaha    | DNS      |      |
| DNS  | Javier Cardelús      | Aprilia   | DNS      |      |
| DNS  | Christian Boudinot   | Fior      | DNS      |      |
| DNS  | Harald Eckl          | Aprilia   | DNS      |      |
| DNQ  | Bobby Issazadhe      | Yamaha    | DNQ      |      |
| DNQ  | Sandy Berlin         | Yamaha    | DNQ      |      |
| DNQ  | Seigo Kikuchi        | Honda     | DNQ      |      |
| DNQ  | Guy Bertin           | Yamaha    | DNQ      |      |
| DNQ  | Johan Svaerdgren     | Yamaha    | DNQ      |      |
| DNQ  | Hervé Duffard        | Honda     | DNQ      |      |
| DNQ  | Hannu Kallio         | Honda     | DNQ      |      |

## Resultados 125cc
Octava victoria (de diez pruebas disputadas) en 125 del español Jorge Martínez Aspar, que se proclama matemáticamente campeón del mundo de la especialidadcon 20 puntos de ventaja sobre el italiano Ezio Gianola, segundo en la carrera y en la clasificación.
| Pos. | Piloto                       | Moto      | Tiempo   | Pts. |
| ---- | ---------------------------- | --------- | -------- | ---- |
| 1    | Jorge Martínez Aspar         | Derbi     | 40.56.47 | 20   |
| 2    | Ezio Gianola                 | Honda     | 40.56.76 | 17   |
| 3    | Julián Miralles              | Honda     | 41.08.12 | 15   |
| 4    | Hans Spaan                   | Honda     | 41.08.34 | 13   |
| 5    | Adi Stadler                  | Honda     | 41.15.47 | 11   |
| 6    | Bady Hassaine                | Honda     | 41.20.79 | 10   |
| 7    | Johnny Wickström             | Honda     | 41.21.35 | 9    |
| 8    | Lucio Pietroniro             | Honda     | 41.21.91 | 8    |
| 9    | Flemming Kistrup             | Hummel    | 41.24.19 | 7    |
| 10   | Stefan Prein                 | Honda     | 41.26.36 | 6    |
| 11   | Heinz Lüthi                  | Honda     | 41.26.79 | 5    |
| 12   | Koji Takada                  | Honda     | 41.30.11 | 4    |
| 13   | Hisashi Unemoto              | Honda     | 41.32.31 | 3    |
| 14   | Domenico Brigaglia           | Gazzaniga | 41.40.62 | 2    |
| 15   | Allan Scott                  | Honda     | 41.44.81 | 1    |
| 16   | Gerhard Waibel               | Honda     | 41.45.49 |      |
| 17   | Stefan Dörflinger            | Honda     | 41.50.74 |      |
| 18   | Alfred Waibel                | Waibel    | 41.55.86 |      |
| 19   | Robin Milton                 | Honda     | 41.56.06 |      |
| 20   | Jean-Claude Selini           | Honda     | 41.57.24 |      |
| 21   | Àlex Crivillé                | Derbi     | 41.57.57 |      |
| 22   | Hubert Abold                 | Honda     | 41.58.05 |      |
| 23   | Manuel Hernández             | Honda     | 41.58.46 |      |
| 24   | Jussi Hautaniemi             | Honda     | 41.59.18 |      |
| 25   | Taru Rinne                   | Honda     | 42.12.76 |      |
| 26   | Andrés Sánchez               | Rotax     | 1 Vuelta |      |
| 27   | Thierry Feuz                 | Rotax     | 1 Vuelta |      |
| Ret  | Luis Miguel Reyes            | Garelli   | Ret      |      |
| Ret  | Krysztof Galatowicz          | Honda     | Ret      |      |
| Ret  | Fausto Gresini               | Garelli   | Ret      |      |
| Ret  | Juan Ramon Bolart            | JJ Cobas  | Ret      |      |
| Ret  | Corrado Catalano             | Aprilia   | Ret      |      |
| Ret  | Ian McConnachie              | Cagiva    | Ret      |      |
| Ret  | Pier Paolo Bianchi           | Cagiva    | Ret      |      |
| Ret  | Gastone Grassetti            | Honda     | Ret      |      |
| Ret  | Mike Leitner                 | LCR       | Ret      |      |
| DNS  | Esa Kytölä                   | Honda     | DNS      |      |
| DNS  | Thomas Møller-Pedersen       | MBA       | DNS      |      |
| DNQ  | Robin Appleyard              | Honda     | DNQ      |      |
| DNQ  | Håkan Olsson                 | Honda     | DNQ      |      |
| DNQ  | Javier Debón                 | Rotax     | DNQ      |      |
| DNQ  | Fernando González de Nicolás | Cobas     | DNQ      |      |
| DNQ  | A. Andersson                 | Rotax     | DNQ      |      |
| DNQ  | Manuel Herreros              | Derbi     | DNQ      |      |
| DNQ  | Stuart Edwards               | Rotax     | DNQ      |      |